# Gymer
Gymer (norröna Gymir) är en jätte i nordisk mytologi. Han är omtalad i eddadikterna Skírnismál och Hyndluljóð, liksom i Snorre Sturlassons prosaåtergivning av dessa dikter i Prosaiska Eddan. Enligt Skírnismál bor han på Gymisgarðr i Jotunheim. Gårdens stängsel bevakas av galna hundar och av en fladdrande trolleld (vafrlogi) som inte låter någon främling slippa förbi. Gymer är gift med Aurboda, som enligt Snorre är av bergresarnas ätt, och tillsammans har de dottern Gerd, som är guden Frejs hustru. Om hur det gick till när Frej friade till Gerd berättas i dikten Skírnismál. Av denna dikt framgår också att Gerd har haft en bror, som dräptes av Frej (eller möjligen av Skirner). Broderns namn nämns inte, men det har gissats att han skulle vara identisk med den jätte vid namn Bele (Beli), som Frej enligt Snorre dödade med ett hjorthorn. Enligt Hyndluljóð är Gymer släkt med jätten Tjatse, vars dotter Skade är gift med Njord.
I prosainledningen till Lokasenna – en efterklassisk eddadikt från 1100-talet – sägs Gymer vara ett binamn på havsjätten Ägir. Samma påstående upprepas på två ställen i Snorres Edda, nämligen i Skáldskaparmál, kapitlen 25 och 61. Vid båda tillfällena använder Snorre samma halvstrof av skalden Hovgårda-Räv som källa:
| Fœrir bjǫrn, þar er bára brestr, undinna festa opt í Ægis kjapta úrsvǫl Gymis vǫlva. | Gymirs vågsvala vala vrider där böljan strider tvinnade trossars stinna toftbjörn mot Ägirs läger. | Gymes skumsvala völva [Ran; vågorna] för ofta de snodda fästenas björn [skeppet] i Ägirs käftar, när vågen slår. |  |

I klartext: Vågorna driver ofta skeppet i havsjättens käftar. Här framgår, skriver Snorre, "att Ägir och Gymer är sak samma". Båda dessa namn kan användas i  kenningar för havet (kap. 25); ja, de kan till och med stå som heite för havet (kap. 61).
Att Ägir och Gymer skulle ha varit samma mytologiska gestalt är dock mindre troligt, då de i källorna beskrivs helt olika. Ägir är ju en havsjätte, gift med den falska Ran och far till nio livsfarliga döttrar, medan Gymer förmodligen är bergrese (i varje fall är hans hustru det) och svärfar till en gud. Sammanblandningen dem emellan brukar i stället förklaras med jättenamnens utbytbarhet då de används som heiten. Alla de namn på jättar, som nämns i exempelvis tulornas jǫtna heiti, är ju ingenting annat än poetiska synonymer för begreppet "jätte".
Den skald som vill använda detta begrepp kan alltså välja vilket som helst av dessa heiten, beroende på diktens formella behov rörande antal stavelser och allitteration, med mera.